# Hypochnicium caucasicum
Hypochnicium caucasicum är en svampart som beskrevs av Parmasto 1967. Hypochnicium caucasicum ingår i släktet Hypochnicium,  och familjen Meruliaceae.   Inga underarter finns listade.